# 白善華
白善華（Sun Hwa Paik，韓文：백선화），夫家姓權（Kwon），是美國廣播公司懸疑類電視連續劇《迷失》的角色之一，由金允珍（Yunjin Kim）飾演。